# Mein Land
Mein Land è un singolo del gruppo musicale tedesco Rammstein, pubblicato l'11 novembre 2011 come unico estratto dalla prima raccolta Made in Germany 1995-2011.

## Video musicale
Il video, diretto da Jonas Åkerlund e girato il 23 maggio 2011 alla Sycamore Beach di Malibù, è stato reso disponibile l'11 novembre 2011. Esso si divide in due parti: la prima si svolge nel 1964 e i membri del gruppo fanno festa con alcune ragazze su una spiaggia, in stile The Beach Boys, citati in diverse scene. Nella seconda, ai giorni nostri, sulla stessa spiaggia si svolge un concerto del gruppo, con fuochi artificiali e nel loro stile industrial.

## Tracce
Testi e musiche dei Rammstein.
CD, download digitale
1. Mein Land – 3:53
2. Vergiss uns nicht – 4:10
3. My Land (The BossHoss) – 4:08
4. Mein Land (Mogwai Mix) – 4:30

7"
- Lato A

1. Mein Land – 3:53

- Lato B

1. Vergiss uns nicht – 4:10

## Formazione
Gruppo
- Christoph Doom Schneider – batteria
- Doktor Christian Lorenz – tastiera
- Till Lindemann – voce
- Paul Landers – chitarra
- Richard Z. Kruspe – chitarra
- Oliver Riedel – basso

Produzione
- Jacob Hellner – produzione
- Rammstein – produzione
- Stefan Glaumann – missaggio
- Svante Forsbäck – mastering